# リーニュ家

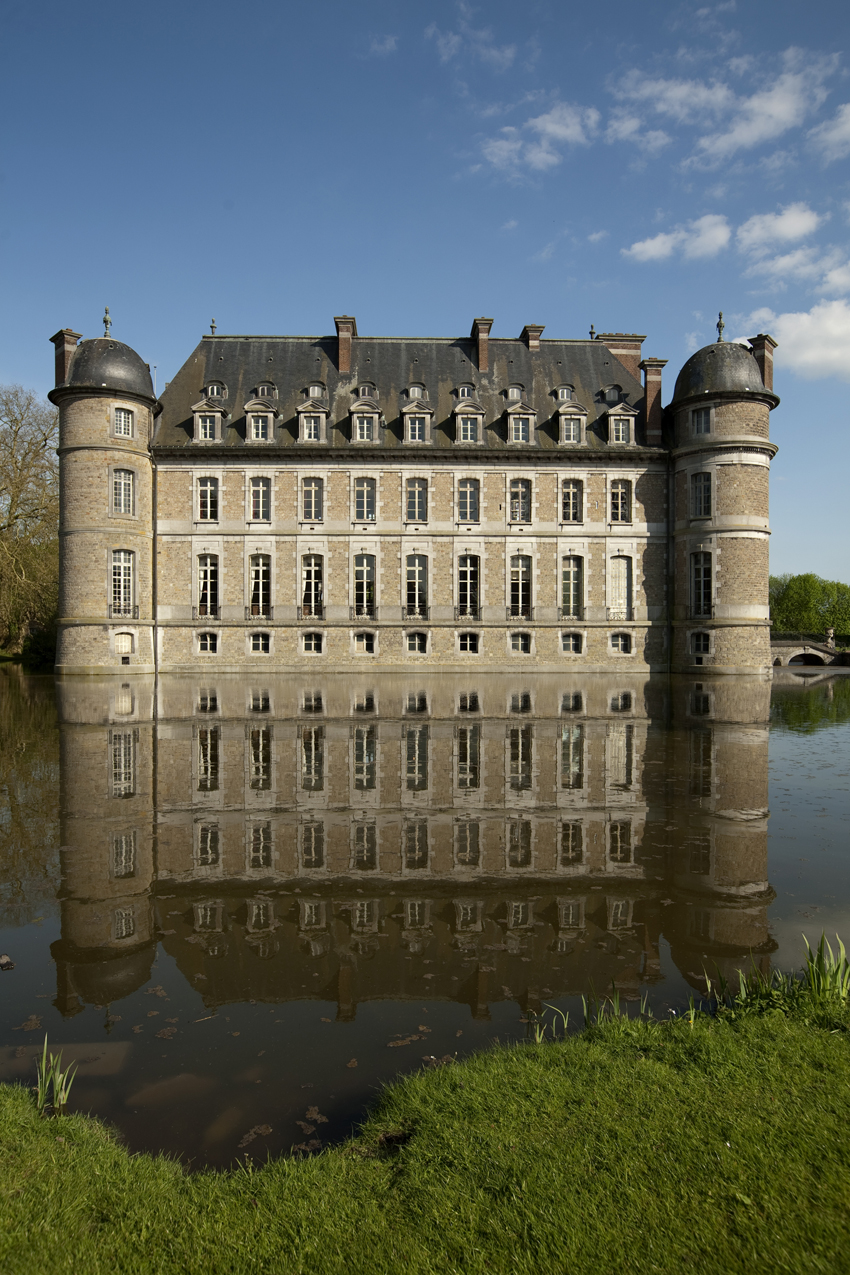
リーニュ公家の居城ブロイユ城

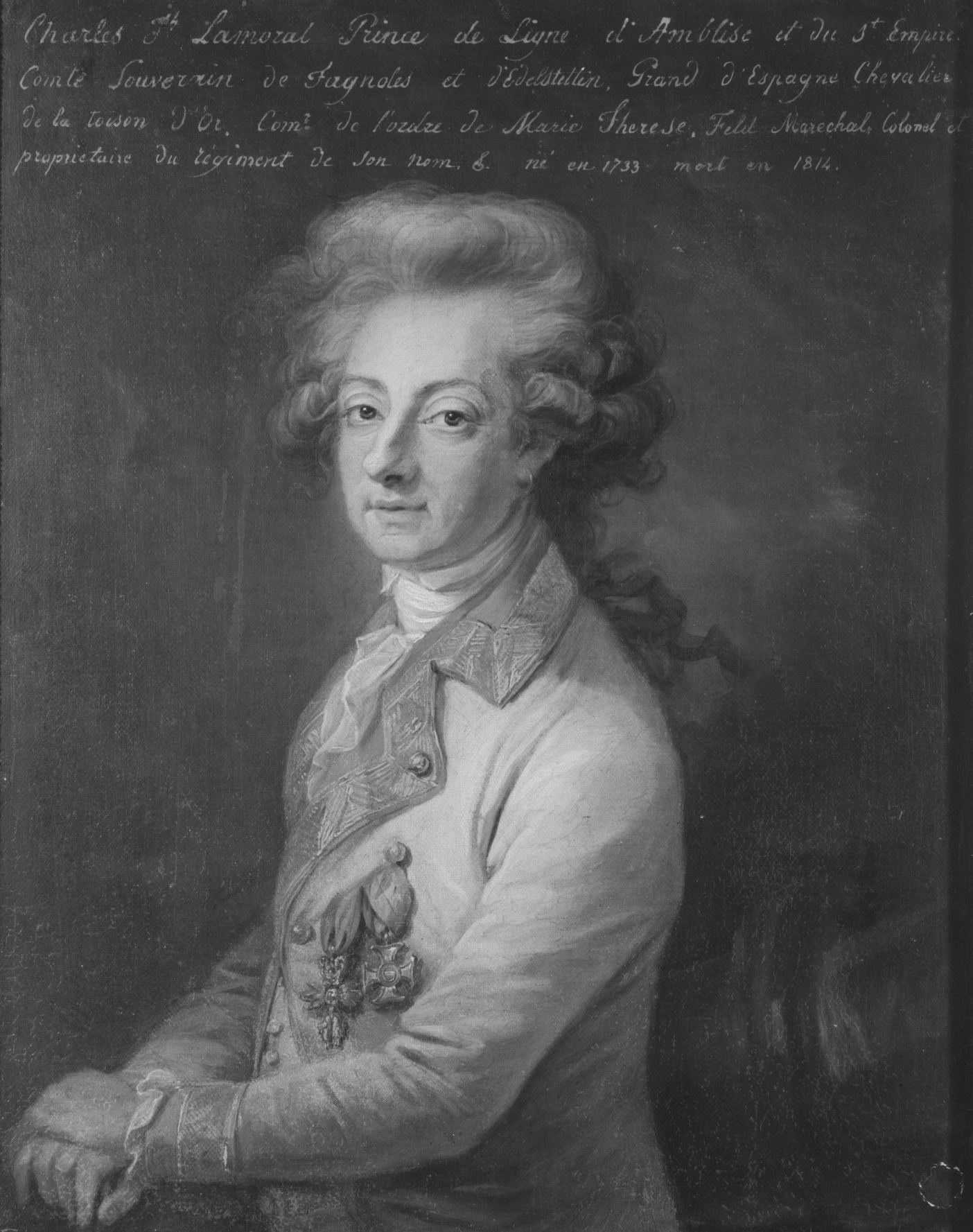
第7代リーニュ公シャルル・ジョゼフは、ウィーン会議を評した「会議は踊る、されど進まず」の言葉で知られる

リーニュ家（Maison de Ligne）は、ベルギーの上級貴族の家系。家名はエノー州アト郊外の小村リーニュにちなむ。

## 歴史
11世紀にリーニュの小領主から身を起こした。リーニュ家の当主はエノー伯の廷臣となり、主君に随行して十字軍遠征にも何度か参加した。1214年、ゴーティエ・ド・リーニュ（Gautier de Ligne）とフラストル・ド・リーニュ（Flastre de Ligne）はブーヴィーヌの戦いでフランス王フィリップ2世の軍隊に捕えられ、身代金を払って解放されている。12世紀に男爵位を獲得し、16世紀にはフォコンベルグ伯、17世紀にはエピネー公となった。
1547年にマルク伯家の傍系であるアーレンベルク家の男系が絶えたとき、リーニュ家の傍系であるバルバンソン男爵家のジャン・ド・リーニュが婿入りする形でアーレンベルク家を継いだ。このため、現在でもベルギーの最上級貴族であるリーニュ公家とアーレンベルク公爵家は、男系を同じくしている。
1543年、ハプスブルク家の神聖ローマ皇帝カール5世に、教皇使節として仕えていた当主ジャック・ド・リーニュは、帝国伯の称号を授けられた。ジャックの妻マリア・ファン・ヴァッセナール（Maria van Wassenaer）はライデン城伯家の女子相続人であり、ヴァッセナールやフォコンベルグ、フォールブルクなどの所領をリーニュ家にもたらした。
ジャックの孫息子ラモラル1世は、1601年に神聖ローマ帝国の帝国諸侯に陞爵したが、帝国諸侯としての実体は全く無かった。リーニュ家はネーデルラントを二分した八十年戦争のあいだ、他のワロン人名門貴族とともにカトリック陣営に残留し、ハプスブルク家に忠誠を誓い続けた。ラモラル1世の孫クロード＝ラモラル1世は、シチリア副王およびミラノ総督として活躍した。第6代リーニュ公クロード＝ラモラル2世は神聖ローマ皇帝軍の陸軍元帥を務めた。その息子の第7代リーニュ公シャルル・ジョゼフは軍人・外交官・文筆家であり、リーニュ家が輩出した最も有名な人物である。
1830年のベルギー独立革命の際、第8代リーニュ公ウジェーヌ1世は独立派の一派からベルギー王位に就くよう打診されたが、これを辞退した。リーニュ家は現在もベルギーの最上級貴族家門の1つであり、ベルギー王室の人々とも親称で呼び合うことを許される特権を有している。

## リーニュ公
1. ラモラル1世（在位1601年 - 1624年）
2. アルベール・アンリ（フランス語版）（在位1624年 - 1641年）
3. クロード＝ラモラル1世（在位1641年 - 1679年）
4. アンリ・ルイ・エルネスト（在位1679年 - 1702年）
5. アントワーヌ・ジョゼフ・ジスラン（在位1702年 - 1750年）
6. クロード＝ラモラル2世（フランス語版）（在位1750年 - 1766年）
7. シャルル・ジョゼフ（在位1766年 - 1814年）
8. ウジェーヌ1世（在位1814年 - 1880年）
9. ルイ（フランス語版）（在位1880年 - 1918年）
10. エルネスト（フランス語版）（在位1918年 - 1937年）
11. ウジェーヌ2世（在位1937年 - 1960年）
12. ボードゥアン（フランス語版）（在位1960年 - 1985年）
13. アントワーヌ（フランス語版）（在位1985年 - 2005年）
14. ミシェル（フランス語版）（在位2005年 - ）